# شهرستان نوشهر
شهرستان نوشَهر یکی از شهرستان‌های استان مازندران در شمال ایران است که از غرب به شهرستان چالوس، از شرق به شهرستان نور، از شمال به دریای مازندران و از جنوب به رشته‌کوه‌های البرز متصل است. مرکز این شهرستان شهر نوشهر است.
این شهر دارای بندر بوده و از دیرباز با کشورهای حاشیه دریای مازندران مراودات تجاری داشته و دارد همچنین شهر بندری نوشهر دارای فرودگاه بوده و نزدیکترین فرودگاه از شرق مازندران به آن ساری و از غرب به آن رامسر می‌باشد. زبان مردم این شهرستان تبری با گویش کجوری است که به گویش مردم شهرستان نور و شرق چالوس شباهت دارد.
این شهرستان، شامل روستاهای کردیکلا-علی آباد میر - موسی آباد- و بندپی و هلستان است.
این شهرستان در تاریخ به همراه شهرستان نور، شهرستان چالوس و شهرستان تنکابن یک ایالت کهن و تاریخی به نام رویان را تشکیل می‌دادند که مرکز آن شهر کهن کجور بود که بعدها به رستمدار و استندار تغییر نام داد. شهر کهن رویان محل حکومت سلسله پادوسپانیان بود که دومین سلسله طولانی جهان پس از سلسله آفتاب در ژاپن بود و حدود ۱۰۰۰ سال در این منطقه حکومت کردند.

## منطقه کجور
محدوده تاریخی کجور از شمال به دریای مازندران از غرب به جاده چالوس (جاده ۵۹) از شرق به سولده (نور) و از جنوب به دره نور محدود می‌شود. منطقه کجور به همراه کلارستاق، لنگا، تنکابن، سختسر و هوسم بخشی از رویان کهن بود که بعدها رسمتدار نام گرفت. رویان کهن از نواحی غربی طبرستان محسوب می‌شده‌است.

## تقسیمات کشوری
- بخش مرکزی شهرستان نوشهر
  - دهستان بلده کجور
  - دهستان خیرودکنار
  - دهستان کالج

شهر: نوشهر
- بخش کجور
  - دهستان پنجک رستاق
  - دهستان توابع کجور
  - دهستان زانوس رستاق

شهر: پول (نوشهر)
شهر: کجور

## آثار و مناطق دیدنی
- پارک جنگلی سیسنگان که در کیلومتر ۲۷ جاده نوشهر به نور واقع گردیده‌است. این پارک از نظر پوشش گیاهی بسیار خاص است و در این منطقه فاصله جنگل و دریا به کمترین حد ممکن می‌رسد.
- پارک جنگلی خانیکان که در ۵ کیلومتری نوشهر، روستای کوشکسرا قرار دارد
- موزه کندلوس واقع در منطقه کجور نوشهر که در آن آثاری تاریخی از دوران باستان قرار دارد. همچنین در این منطقه گیاهان دارویی کشت می‌شود که به کشورهای اروپایی صادر می‌شود.
- روستای ییلاقی لرگان واقع در منطقه کجور نوشهر از جمله مناطق سرسبز شهرستان نوشهر می‌باشد که معمولاً در تابستان و بهار توسط اهالی نوشهر به عنوان ییلاق مورد استفاده قرار می‌گیرد. لرگان دارای مناظر دیدنی و چشم‌اندازهای زیبا می‌باشد و همین امر موجب می‌گردد سالیانه میزبان گردشگران زیادی باشد.[۴][۵]
- غار قندیلی خاچک که در دامنه کوهستان و منطقه خاچک واقع است.
- دریاچه خضر نبی در روستای اویل(avil) کجور
- سد خاکی آویدر واقع در ۲۸ کیلومتری شهر نوشهر، بخش صلاح الدین کلا که دریاچه‌ای در دل کوهستان است.
- چشمه (اورننو) چورن-۲کلیمتری شهر کجور روستایی زیبا و خوش آب و هوا
- بندر نوشهر

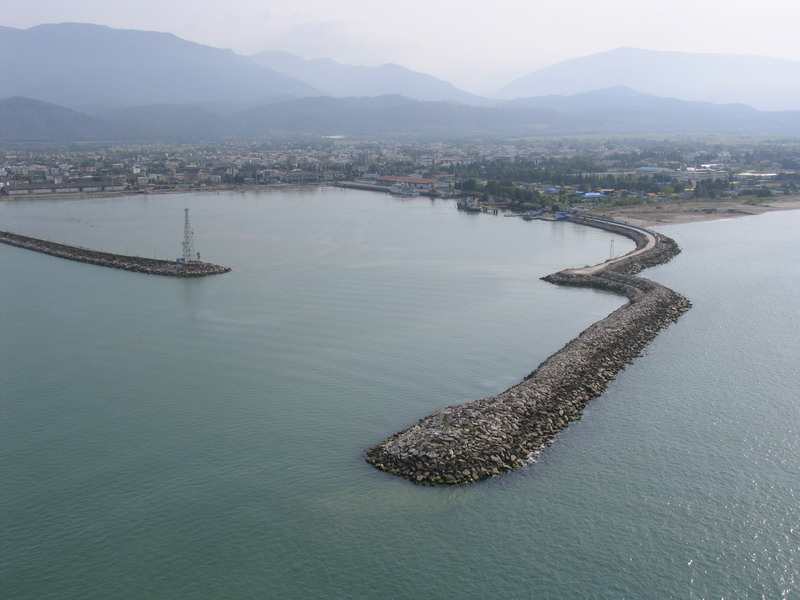
عکس هوایی از بندر نوشهر

- روستای ساحلی جنگلی نجارده همراه با امکانات رفاهی واقع در ۷ کیلومتری نوشهر با آبشار منحصر به فرد در دل جنگل که یکی از دیدنی‌ترین آبشارهای ایران می‌باشد و طول این آبشار به ۳۲ متر می‌رسد. این روستا به عنوان دومین روستای اینترنتی ایران لقب گرفته‌است.
- روستای کوهستانی بند پی بخش کجور
- پارک چلک
- قلعه تاریخی اسپیروز (سپرز) در روستای تاریخی اویل
- پلاژ شهرداری نوشهر
- چشمه (گزناسن)روستای  اویل
- بازار روز نوشهر که شرایط خاص بنایی آن و همچنین بازار ماهی فروشان و نحوه فروش ماهی به سبک چوب زدن که در این بازار انجام می‌شود
- چشمه گردو یکی از سرچشمه‌های بسیار زیبای شمال ایران
- دیو چشمه در ۶۰ کیلومتری جنوب شرقی نوشهر در بخش کجور و روستای استانکرود قرار دارد
- موزه مردم‌شناسی روستای کوشکسرا در مسیر کمربندی نوشهر به چالوس
- آرمگاه شهراگیم ساسانی واقع در روستای اتاقسرا کجور
- دریاچه ارواح واقع در روستا ونوش، ۳۰ کیلومتری مرکز شهر نوشهر
- آرامگاه درویش رستم واقع در روستای لاشک کجور
- مقبره ملک کیومرث واقع در روستای هزارخال کجور
- و همچنین پیست کارتینگ، خیابان فرودگاه، باغ نوید و…[۶] و[۷]

### اماکن مذهبی
- مسجد جامع نوشهر
- امامزاده محمد واقع در جاده نیرنگ نوشهر
- امامزاده حمزه رضا واقع در کوشکسرا نوشهر
- امامزاده بی بی خاتون واقع در کوشکسرا نوشهر
- امامزاده نبی واقع در علوی کلا نوشهر
- امامزاده سید علی کیا سلطان در روستایی به همین نام در ۶کیلومتری شرق نوشهر
- امامزاده سید محمد کیا سلطان (سرجار) در روستای تاریخی اویل کجور
- امامزاده سید حسین در روستای فیروز کلای سفلی کجور
- امامزاده سلطان محمد کیا دبیر صالحانی-روستای صالحان -قدیمی‌ترین بنای غرب استان
- امامزاده حسن در روستای چورن-کجور در فاصله ۲کلیمتری کجور
- امامزاده ابراهیم واقع در روستای شاه ناجر (منطقه کجور)
- امامزاده طاهر مطهر واقع در روستای هزارخال کجور